# 周尚文 (洪武進士)
周尚文，江西行省廣東路香山縣（在今广东省境）人。明朝政治人物，同進士出身。

## 生平
洪武十七年（1384年），甲子科廣東鄉試中舉第一名（解元）。洪武十八年（1385年），周尚文中乙丑科三甲進士。曾任福建龍巖縣縣丞，勤政愛民，頗有政績。後升監察御史。